# Museo archeologico di La Gomera
Il museo archeologico di La Gomera (in spagnolo: Museo Arqueológico de La Gomera) è un museo situato a San Sebastián de la Gomera, nelle Isole Canarie, Spagna. Ha sede nella Casa Echeverría, una casa padronale costruita nel XVIII secolo e la sua esposizione è incentrata sulla cultura dei Gomero, antico popolo dell'isola. Il museo è stato istituito il 25 aprile 2007 nel tentativo di raccogliere i reperti esistenti e di fungere da centro di ricerca archeologica sull'isola. Il museo è di proprietà pubblica e gestito dal Cabildo Insular de La Gomera, in particolare dal suo Servicio de Patrimonio Histórico ( Servizio del patrimonio storico).

## Sede
Il museo è allestito presso la Casa Echevarría, a San Sebastián de La Gomera . Secondo Hernández Marrero, l'ubicazione dell'attuale edificio potrebbe essere stata il sito di una costruzione più antica, distrutta da un attacco dei pirati sull'isola nel 1619. L'attuale edificio risale al XVIII secolo ed era originariamente la casa padronale di Miguel de Echeverría y Mayora, nobile originario della Navarra. Nel corso del XX secolo l'edificio era noto come Casa del Cañón (Casa del Cannone) per via di un cannone che fungeva da contrafforte in un angolo e ospitava al primo piano il tribunale dell'isola, mentre al piano terra vi era un'ottoneria. La Casa Echeverría venne acquistata negli anni 1980 da Franco Meloni (padre di Giorgia Meloni) e restaurata, venendo poi acquisita dall'amministrazione comunale nel 1994 e riqualificata per ospitare il museo, aperto al pubblico nel 2007.

## Collezioni
Il museo raccoglie oggetti legati alla cultura aborigena dei Gomero. Il periodo più importante della collezione è la preistoria del Gomero, anche se, mentre tecnicamente termina nel 1489 con la presa dell'isola da parte dei conquistatori castigliani, la cultura aborigena dell'isola è durata molto più a lungo. Lo spazio espositivo si compone di quattro sale (corrispondenti rispettivamente al contesto geografico e storico, manifatture, antropologia e questioni sociali, credenze e simbolismo) e un patio centrale con 68 pezzi originali e 5 ricostruzioni, oltre a numerosi pannelli informativi, mentre la collezione totale detenuta dal museo è di oltre 21.000 pezzi.